# Notre-Dame-d’Allençon
Notre-Dame-d’Allençon ist eine Ortschaft und eine Commune déléguée in der französischen Gemeinde Terranjou mit 748 Einwohnern (Stand: 1. Januar 2022) im Département Maine-et-Loire in der Region Pays de la Loire. Die Einwohner werden Allençonnais genannt.
Die Gemeinde Notre-Dame-d’Allençon wurde am 1. Januar 2017 mit Chavagnes und Martigné-Briand zur neuen Gemeinde Terranjou zusammengeschlossen. Sie gehörte zum Arrondissement Angers.

## Geographie
Der Ort Notre-Dame-d’Allençon liegt etwa 19 Kilometer südsüdöstlich von Angers im Weinbaugebiet Anjou. Umgeben wurde die Gemeinde Notre-Dame-d’Allençon von den Nachbargemeinden Vauchrétien im Nordwesten und Norden, Brissac-Quincé im Norden, Les Alleuds im Nordosten, Chavagnes im Osten und Südosten, Thouarcé im Süden und Südwesten sowie Faye-d’Anjou im Westen. 

## Bevölkerungsentwicklung
| Jahr                       | 1962 | 1968 | 1975 | 1982 | 1990 | 1999 | 2008 | 2013 |
| Einwohner                  | 339  | 318  | 313  | 311  | 382  | 418  | 540  | 660  |
| Quellen: Cassini und INSEE |      |      |      |      |      |      |      |      |

## Archäologie
In der Nähe von Notre-Dame-d’Allençon wurde im Jahr 1836 der Schatz von Notre-Dame-d’Allençon, ein Depotfund aus römischer Zeit entdeckt.

## Sehenswürdigkeiten

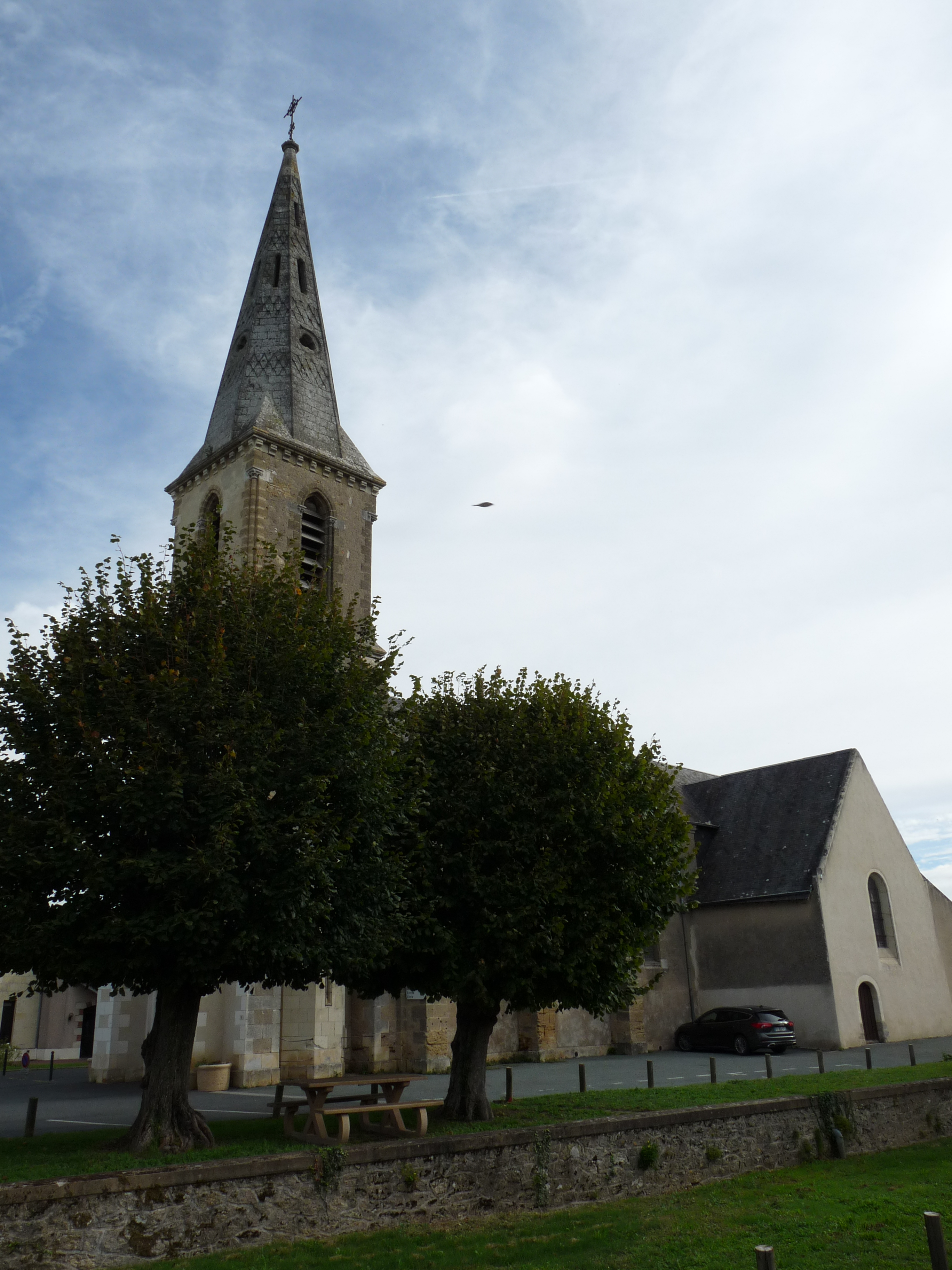
Kirche Notre-Dame
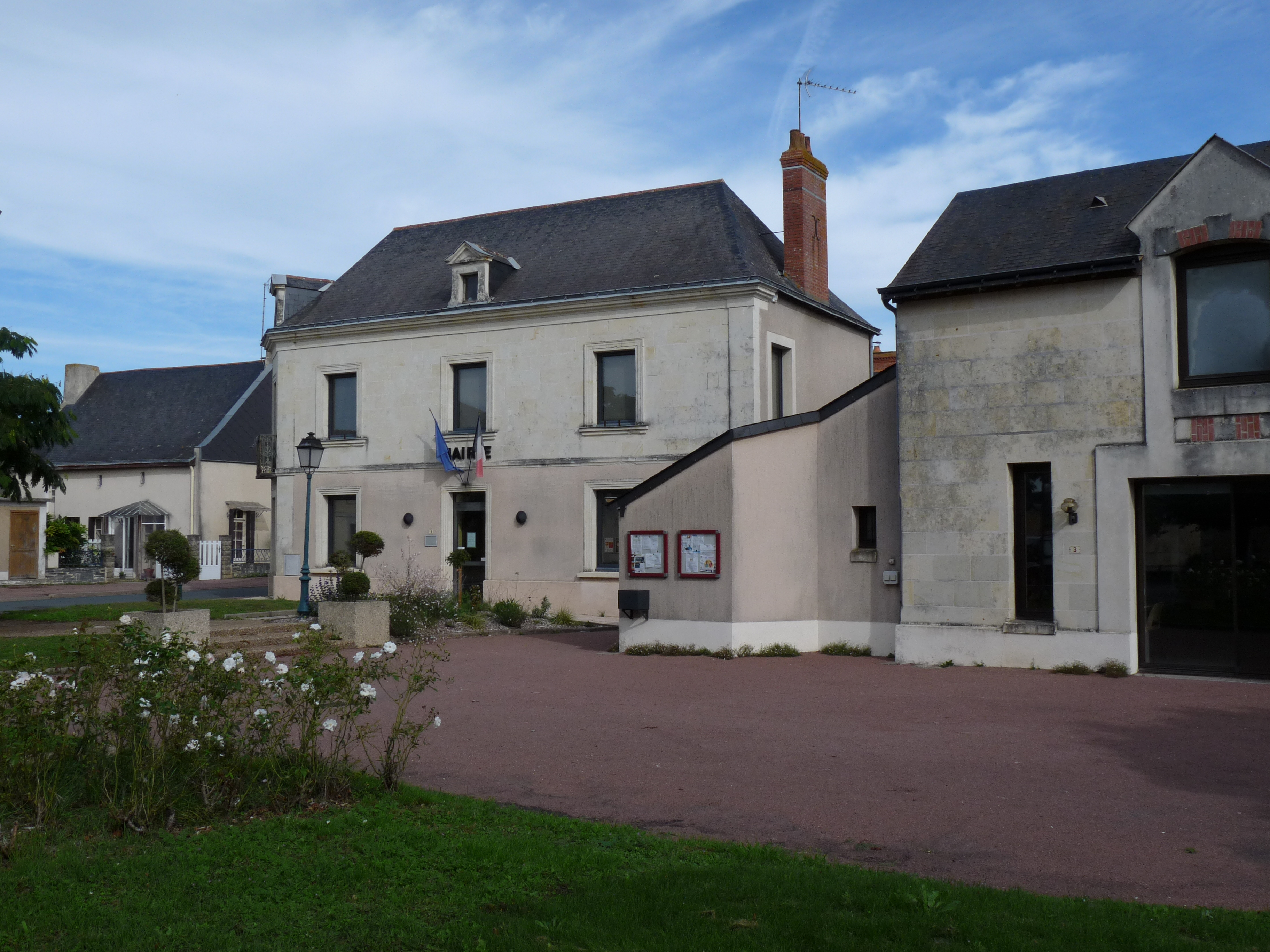
Ehemalige Mairie

- Kirche Notre-Dame
- Ehemalige Mairie